# Belloïta
La belloïta és un mineral de la classe dels halurs. Rep el seu nom del veneçolà Andrés de Jesús María y José Bello López (1781-1865), fundador de la Universitat de Xile.

## Característiques
La belloïta és un halur de fórmula química Cu(OH)Cl. Cristal·litza en el sistema monoclínic. La seva duresa a l'escala de Mohs es troba entre 1 i 2.
Segons la classificació de Nickel-Strunz, la belloïta pertany a «03.DA: Oxihalurs, hidroxihalurs i halurs amb doble enllaç, amb Cu, etc., sense Pb» juntament amb els següents minerals: atacamita, melanotal·lita, botallackita, clinoatacamita, hibbingita, kempita, paratacamita, herbertsmithita, kapellasita, gillardita, haydeeïta, anatacamita, claringbul·lita, barlowita, simonkol·leïta, buttgenbachita, connel·lita, abhurita, ponomarevita, anthonyita, calumetita, khaidarkanita, bobkingita, avdoninita i droninoïta.

## Formació i jaciments
Va ser descoberta a la mina La Vendida, al districte de Sierra Gorda de la província d'Antofagasta (Regió d'Antofagasta, Xile). També ha estat descrita a tres indrets russos: a les fumaroles Yadovitaya i Glàvnaia Tenoritóvaia del volcà Tolbàtxik, a l'óblast de Kamtxatka, i a la pegmatita Medvezh'ya Berloga, a l'óblast de Múrmansk; així com a altres dos indrets a Andalusia (Espanya): a la concessió La Cena del Depósito, a Huércal-Overa (Almeria), i a la mina San Guillermo, a El Guijo (Còrdova).